# Spark!
Spark! (gruppen skriver sig själv SPARK!) är en EBM/Synth-grupp från Falkenberg i Halland. Spark startades 2007 av medlemmarna Mattias Ziessow (musik, programmering) och Stefan Brorsson (sång, texter). Gruppens musik är inspirerad av tidig Electronic Body Music (EBM), men moderniserad och i viss mån mer melodiös. Texterna är ofta genomtänkta, med en uns av ironi och samhällskritik. Namnet Spark! kommer från en studiosession där Mattias Ziessow kommenterade: Vi ska göra body och vi skall heta Spark!.
Spark! debuterade 2007 med albumet 65 Ton Stål, och följde senare upp med EP:n Tiden är Vår som gavs ut på tyska Electric Tremor Records. Albumet Ett Lejon i Dig gavs ut 2009, och därefter signade Progress Productions bandet och gav i samband med detta ut EP:n Genom Stormen 2010. Den 8 februari 2012 släpptes albumet Hela din värld. Albumet ledde till nominering av Manifestgalans kategori "Årets Synth 2013".
2013 släpptes singeln Man Överbord. I februari 2014 meddelade sångaren Stefan Brorsson att han lämnade bandet på grund av personliga skäl.
I februari 2015 släpptes det omfattade projekt-albumet Spektrum med gästsångare på samtliga elva spår. Senare under våren 2015 anslöt sångaren Christer Hermodsson (Biomekkanik, S.P.O.C.K, Sista mannen på jorden, m.fl.) som sjöng på en av låtarna på Spektrum. Precis som sin föregångare står Hermodsson för både sång och texter. Den 2 oktober samma år släpptes singeln Stå Emot! med den nya konstellationen.
27 maj 2016 släpptes albumet Maskiner, tillsammans med en musikvideo till låten Zombie, producerad av Kajak Media (numera Maluha Media). Gruppen blev i samband med detta album även nominerade för andra gången inom kategorin "Årets Synth" på Manifestgalan 2017.
Den 9 november 2018 kom den limiterade (100 signerade exemplar) 7" vinylsingeln Två mot en ut tillsammans med en ny officiell video. B-sidan inkluderar låten Captain Pride som är ett samarbete med sångaren Mercury i synthbandet PRIEST.
Den 13 december 2019 släpptes albumet Chaos. Detta hade föregåtts av att bandet en månad tidigare hade släppt den nya singeln och tillhörande musikvideon Cause and Effect.
Sångaren och låtskrivaren Christer Hermodsson lämnade bandet den 22 juli 2022 efter att bandet haft ett par års uppehåll på grund av Covid-19-pandemin och Mattias axelskada.
År 2023 återförenades Mattias Ziessow och Stefan Brorsson, och blir återigen originaluppsättningen av SPARK! I samband med detta släpptes singeln 66 Ton Krom. Samtidigt tillkännagav bandet att ett nytt album är under arbete.
I november 2024 släpptes singeln Vi Är Två (Mot En Miljon).

## Medlemmar
- Mattias Ziessow (Musik, Programmering) – 2007 till nu
- Christer Hermodsson (Sång, texter) – 2015 till 2022
- Stefan Brorsson (Sång, texter) – 2007 till 2014; 2023 till nu

## Diskografi
- 65 Ton Stål – album – 2007[5]
- Tiden Är Vår – EP – 2008[6]
- Ett Lejon I Dig – album – 2009[7]
- Genom Stormen – EP – 2010[8]
- Popkomplex – singel – 2011[24]
- Hela Din Värld – album – 2012[9]
- Man Överbord – singel – 2013[11]
- Spektrum – album – 2015[13]
- Stå Emot! – singel – 2015[15]
- Maskiner – album – 2016[16]
- Två Mot En – singel – 2018[19]
- Cause and Effect – singel – 2019[21]
- Chaos – album – 2019[20]
- 66 ton krom – singel – 2023[3]
- Vi är två (Mot En Miljon) – singel – 2024[25]